# 雍泰
雍泰（1436年—1515年），字世隆，號誼菴，陝西承宣布政使司西安府咸寧縣（今陝西省西安市）人，明朝政治人物，成化己丑進士，正德間官至南京戶部尚書。

## 生平
成化五年（1469年），登進士，授南直隸吳縣知縣，在任期間修太湖堤壩，人稱“雍公堤”。召為監察御史，巡按兩淮鹽運，后出任鳳陽府知府。父喪丁憂去職，除服后起用為南陽府知府。余子俊督師時，推薦其為大同備副使，擢山西按察使，其性格剛廉，并屢次抵制當地豪強。后因太原府知府尹珍彈劾下詔獄，降湖廣參議。弘治四年，轉為浙江右布政使，因母喪丁憂離去。弘治十二年（1499年），起用為都察院右副都御史，巡撫宣府。
明武帝繼位，給事中潘鐸等舉薦其有敢死之節，克亂之才。吏部尚書馬文升起用其為南京右副都御史，提督操江，固辭不赴。正德三年（1508年），起為南京戶部尚書。因與劉瑾不合，勒令辭職削籍。劉瑾伏誅後，恢復官職，致仕。天啟年間，追謚端惠。

## 佚事
《菽園雜記》載雍泰中式前投宿鳳陽老嫗家，老嫗夢遇御史，後來雍泰果成御史之奇事。